# 福士英二
福士 英二（ふくし えいじ、1935年9月2日- 2024年3月12日）は、日本の経営者。日立物流社長、会長を務めた。

## 来歴・人物
北海道出身。1959年に北海道大学工学部機械工学科を卒業し、同年に日立製作所に入社した。1987年に日立物流に転じ、取締役、常務を経て、1996年に専務に就任し、2000年6月には社長に昇格。2003年4月に会長に就任。